# Johann Smith
Johann Smith (Hartford, Connecticut, 1987. április 25. –) amerikai labdarúgó, jelenleg a svéd Kalmar FF játékosa.

## Pályafutása

### Ifjúsági
Smith a Connecticut állambeli Bloomfieldben nőtt fel, ahol a Watkinson School egyetemi csapatában négy éven át vett részt az egyetemi labdarúgó-bajnokságban, tanulmányai évei során több címet elérve. A labdarúgás mellett kedvelte az atlétikát is, egy alkalommal 10,5 mp alatt futotta le a 100 méteres távot. Smith egyidejűleg az Oakwood Soccer Club színeiben is játszott, itt fedezte fel a Bolton Wanderers. Játékával jó benyomást tett rájuk, ezért hároméves szerződést ajánlottak neki a Bolton labdarúgó-akadémiáján.

### Hivatásos
A 2006–2007-es szezon elején két alkalommal is cserejátékosként ült a kispadon: a Tottenham Hotspur és a Charlton Athletic ellen. A Bolton színeiben először az angol labdarúgó-ligakupában mutatkozott be a Charlton Athletic elleni, vereséggel végződött mérkőzésen 2006 októberében. Az angol labdarúgó-bajnokság első osztályában a Manchester United ellen debütált, a pályára a 85. percben lépett Kevin Davies helyére.
2007 januárjában kölcsönjátékosként a Carlisle Unitedhez került, ahol első játékát a Doncaster Rovers ellen játszotta, a pályára a 63. percben lépett Kevin Gall cseréjenként. Első gólját profi mérkőzésen 2007. április 29-én szerezte a Swansea City ellen.
Egy sérülést követően, melyet az Egyesült Államok válogatottjában szerzett, a Bolton teljes előszezonját ki kellett hagynia, így a Dél-Koreában megrendezett béke kupán sem vehetett részt. Felépülése után az angol labdarúgó-bajnokság negyedosztályában játszó Darlingtonhoz és Stockport Countyhoz kölcsönözték ki.
2008 májusában azok közé a fiatal játékosok közé került, akiket a Bolton menedzsere, Gary Megson elbocsátott. Ezután a Toronto FC-hez igazolt.
Az észak-amerikai labdarúgó-bajnokságban 2008. augusztus 17-én mutatkozott be a New York Red Bulls ellen, a mérkőzésen, melyet 2–0 arányban elvesztettek a második félidőben kapott játéklehetőséget. Smith el szerette volna hagyni a Torontót, ezért hosszas tárgyalásokat követően a Toronto FC 2009. június 16-án elengedte.
2009 júliusában kétéves szerződést írt alá a horvát első osztályban szereplő HNK Rijeka klubbal. Bemutatkozó mérkőzését a luxemburgi FC Differdange 03 ellen játszotta a 2009–2010-es Európa-liga selejtezőjében, cserejátékosként.
Johann két hétig a Kalmar FF csapatával edzett, majd szerződésben állapodtak meg. 2010. március 23-án kétéves szerződést kötöttek.

### Nemzetközi
Smith-t meghívták az Egyesült Államok U20-as csapatába a Kanadában rendezett 2007-es U20-as labdarúgó-világbajnokságra, egy előkészületi mérkőzés során szerzett sérülése miatt azonban el kellett hagynia a csapatot. Azóta már játszott az Egyesült Államok U20-as válogatottjában, de az első csapatba még nem hívták meg.

## Külső hivatkozások
- játékosprofilja[halott link] a Boltonwanderers.us oldalon
- Johann Smith's pályafutásának statisztikái a Soccerbase oldalon (angolul)